# Sophie von Baudissin
Sophie von Baudissin, née le 27 juillet 1813 à Dresde et morte le 9 décembre 1894 dans la même ville, est une écrivaine et compositrice allemande.

## Biographie
Sophie von Baudissin est l'élève d'Adolph von Henselt et de Johann Peter Pixis. Elle étudie aussi la composition avec Ferdinand Hiller. Elle est reconnue comme étant une excellente pianiste.
Plusieurs de ses œuvres ont été publiées de son vivant. Parmi ses compositions variées, il y a des Variations pour deux pianos à quatre mains, un recueil de chants avec violoncelle obligé, numérotés op. 4, 5 et 6, trois études pour piano (en la, en ut et en sol), une valse brillante, six chants sans paroles, trois nocturnes, des pièces caractéristiques.

## Œuvres
- Ich fuhr von Sanct Goar, op. 6